# Cartennae

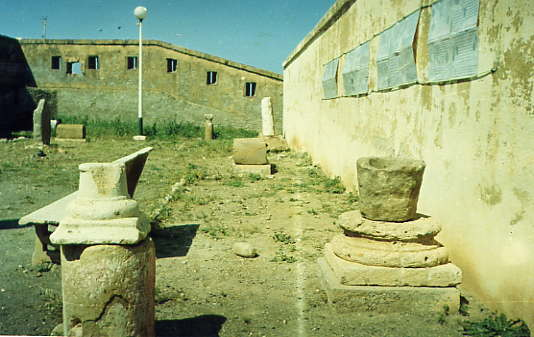
Südlicher Hof des Stadtmuseum Ténès (2004)

Cartennae (auch Cartenna genannt; altgriechisch Καρτένναι) war eine antike Hafenstadt auf der Gemarkung der heutigen Stadt Ténès in der Provinz Chlef im Norden von Algerien.

## Geschichte
Die Stadt wurde wohl im 8. Jahrhundert v. Chr. von den Phöniziern als Handelsstützpunkt Kartenas gegründet. Später erlangten die Römer die Herrschaft über die Stadt und benannten sie in Cartennae um.
Wohl um 30 v. Chr. wurde Cartennae Colonia (Kolonie) und die Stadt zu Cartennae colonia. Hier wurden durch Kaiser Augustus (27 v. Chr. bis 14 n. Chr.) Veteranen der Legio I Germanica und Legio II Augusta angesiedelt.
Im Römischen Reich lag die Stadt zunächst im Königreich Mauretanien, unter Kaiser Claudius (41 bis 54 n. Chr.) wurde Mauretanien endgültig unterworfen und Anfang 43 n. Chr. geteilt. Cartennae lag fortan in der römischen Provinz Mauretania Caesariensis. Wohl unter Kaiser Hadrian (117 bis 138 n. Chr.) plünderten die Baquaten die Küstenkolonie Cartennae.
Aufgrund seiner Lage an der Küste des Mare Nostrum (Mittelmeer) und wenig westlich der Mündung des gleichnamigen Flusses, des fluvius Cartennas m respektive Cartennus (Oued Allala), war Cartennae wirtschaftlicher Handelsplatz und militärischer Stützpunkt der mauretanischen Flotte (Classis Mauretanica).
Das Christentum in Cartennae war anfänglich donatistisch geprägt. In der Spätantike war die Stadt ein Bischofssitz, Bischöfe werden im 4. und 5. Jahrhundert erwähnt. Auf diesen Bischofssitz geht das heutige Titularbistum Cartennae der römisch-katholischen Kirche zurück.
Die römische Herrschaft über die Stadt dauerte etwa fünf Jahrhunderte an, dann fiel die Stadt 429/430 in die Hände der Vandalen, die hier ihre Landarmee mit Versorgungsschiffen unterstützten.

## Persönlichkeiten
- Victor von Cartenna, Bischof, Mitte des 5. Jh.